# 车前兔儿风
车前兔儿风（学名：Ainsliaea plantaginifolia）为菊科兔儿风属的植物，是中国的特有植物。分布于中国大陆的江西、湖南等地，生长于海拔500米至700米的地区，常生长在林下湿润地，目前尚未由人工引种栽培。